# Ленчицький замок
Ленчицький королівський замок (пол. Zamek Królewski w Łęczycy) — оборонна споруда, яка знаходиться у місті Ленчиця Лодзинського воєводства у Польщі.  

## Опис
Замок було споруджено на штучному пагорбі, оточеному ровом, який наповнювався водами річки Бзури, яка протікає поблизу. Майже повністю побудований з червоної цегли, поставлений на кам'яних фундаментах. У первинному варіанті розташовувався на чотирикутному плані розмірами 43 x 44 x 59 x 66 м та мав загальну площу 2600 м². Весь комплекс оточував мур висотою 10 м, з потужною, увінчаною кренеляжем, восьмигранною вежею, що знаходилася у південно-західному куті (Шляхетська вежа). На західній стіні розташовувалася чотирибічна надбрамна вежа з в'язницею у нижній частині та приміщенням для варти над брамою. Первісний житловий будинок розташовувався на подвір'ї замку та був триповерховою будівлею, яка прилягала до східної та південної частини мурів (його називали Старим домом). У наш час, на його місці знаходиться Порохівня, побудована наприкінці XVIII століття. У нижніх залах Старого дому проходили засідання Королівської ради, а пізніше — гродського суду. На другому поверсі знаходилася комора та арсенал. Близько 1563 року до надбрамної вежі із півночі, уздовж західної оборонної стіни, було добудовано новий житловий будинок, який почали називати Новим домом. У 1964 році розпочались ремонтні роботи, які мали на меті забезпечення конструкції Нового дому та добудову до нього ще одного поверху з мансардою у північно-західній частині. Новий дім було з'єднано з новою надбрамною вежею, розмірами 8 х 16 метрів і висотою близько 18 метрів. Реставраційні роботи передбачали також повну відбудову головної вежі та частини оборонних мурів (із заходу). Зараз у замку знаходиться Ленчицький музей. 

## Історія

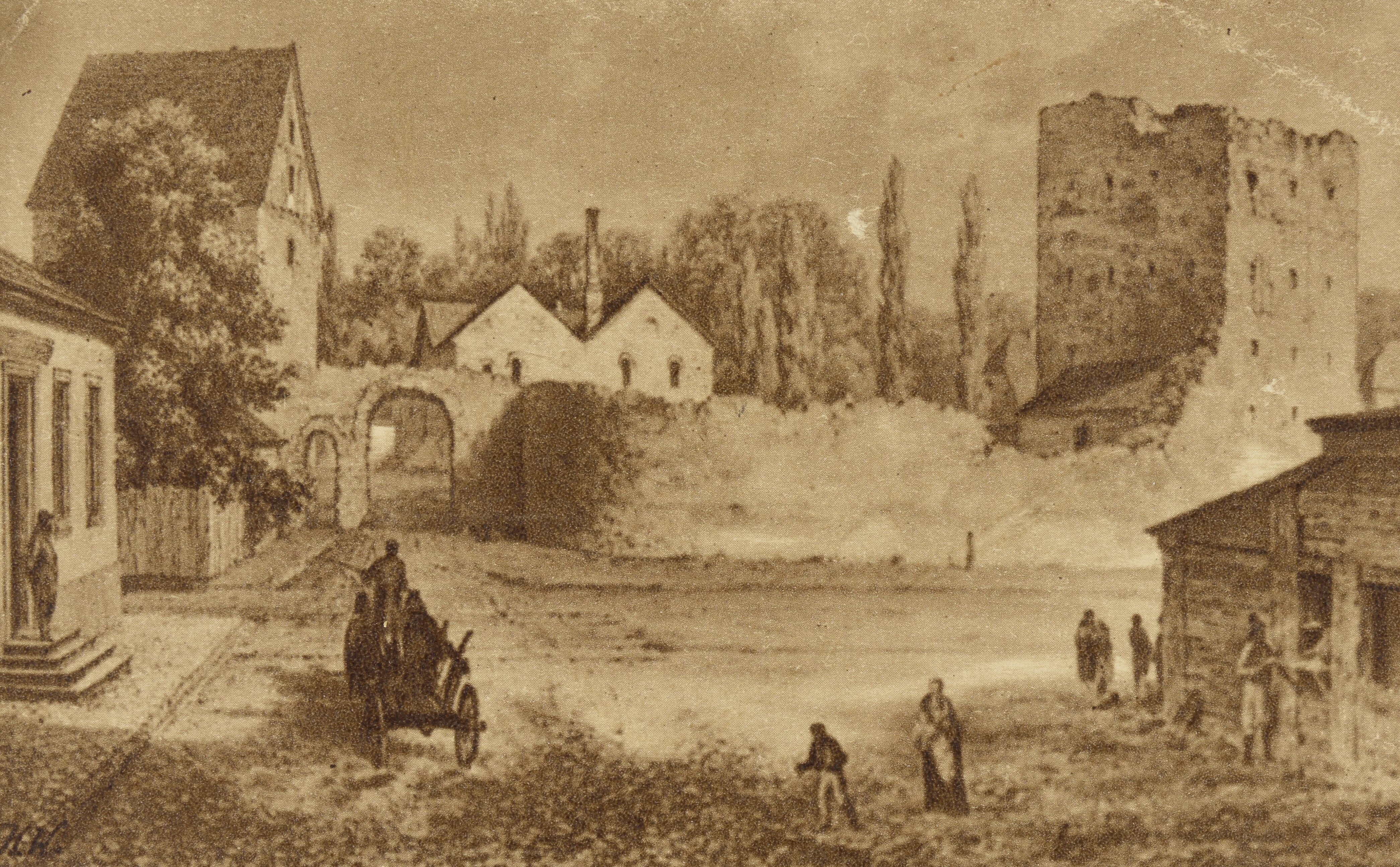
Руїни Ленчицького замку у 1881 році на літографії Наполеона Орди

Точна дата початку та завершення будівництва замку у Ленчиці є невідомою. Будівельні роботи, ймовірно, розпочали здійснювати невдовзі після 1345 року, коли Ленчицька земля належала ще князеві Владиславу Добжинському. Польський король Казимир Великий, за згодою князя, швидше всього розпочав тут спорудження оборонного замку, який відразу після побудови почав слугувати королівського резиденцією. У 1406 році замок спалили тевтонські лицарі, але незабаром його відбудували, оскільки вже у 1409 році для того, щоб взяти участь у нараді, на якій приймалися рішення у зв'язку з великою війною з Тевтонським орденом (1409—1411), тут побував польський король Владислав Ягайло. У подальшому він неодноразово відвідував замок.  У 1410 році після Грюнвальдської битви у замку ув'язнили полонених тевтонців, очікуючи на викуп. У подальшому тут чотири рази відбувалися сейми (1420, 1448, 1454, 1462). Ймовірно, у цьому місці Владислав Ягайло прийняв гуситського посла, який запропонував йому чеську корону. Під час тринадцятилітньої війни з тевтонськими лицарями замок слугував резиденцією короля Казимира IV Ягеллончика. У другій половині XV століття у замку спалахнула величезна пожежа, яка зруйнувала всю будівлю. У такому стані вона залишалася до 60-их років XVI століття. Тоді, у 1563—1565 роках, коронний підскарбій, а разом із тим і ленчицький староста Ян Лютомирський, здійснив генеральний ремонт замку, ґрунтовно його перебудувавши і спорудивши новий житловий будинок, який почали називати Новим домом. Подальші катастрофи зачепили замок у першій половині XVII століття: у цей час у місті вирували пожежі та епідемії. Це полегшило здобуття замку, під час шведського потопу, генералові Роберту Дугласу, який воював на шведській стороні. Під час війни замок кілька разів переходив з рук у руки, аж поки  7 жовтня 1656 року його не відбили польські війська під командуванням короля Яна Казимира. У 1705 році, під час Великої Північної війни замок було пошкоджено. У 1769 році у боротьбі з барськими конфедератами місто та замок здобув російський генерал Іван Древич. 
Після Третього поділу Речі Посполитої у 1794—1797 роках прусська влада частково використала руїни замку у зв'язку з будівництвом нових бастіонних укріплень навколо міських мурів, які мали захищати зі сходу здобуті території. У цей період на фундаментах Великого дому було побудовано цегляний пороховий склад, який існує донині. Після 1815 року замок передали Дирекції інженерів польського війська. У Новому домі мешкав капітан інженерів і знаходилися склади, а у частині, побудованій на фундаментах Великого дому, розміщувалася лабораторія пороху (звідси назва — Порохівня). З 1831 року замком володів бурмістр Ленчиці, який розбирав його на цеглу. Після 1834 року з півночі та частково зі сходу обвалився замковий мур, частина Нового дому та надбрамна вежа. У той час місцеві жителі використовували залишки замку як джерело будівельних матеріалів. У 1841 році власником замку стало місто, внаслідок втручання міська влада була вимушена припинити розбирання замку. Після закінчення Другої світової війни замок передали польським скаутам, а у 1964 році розпочалася його реконструкція. Було відбудовано Новий будинок, в якому у наш час знаходиться музей, а також частково реконструйовано зруйновані фрагменти будівель. 

## Світлини

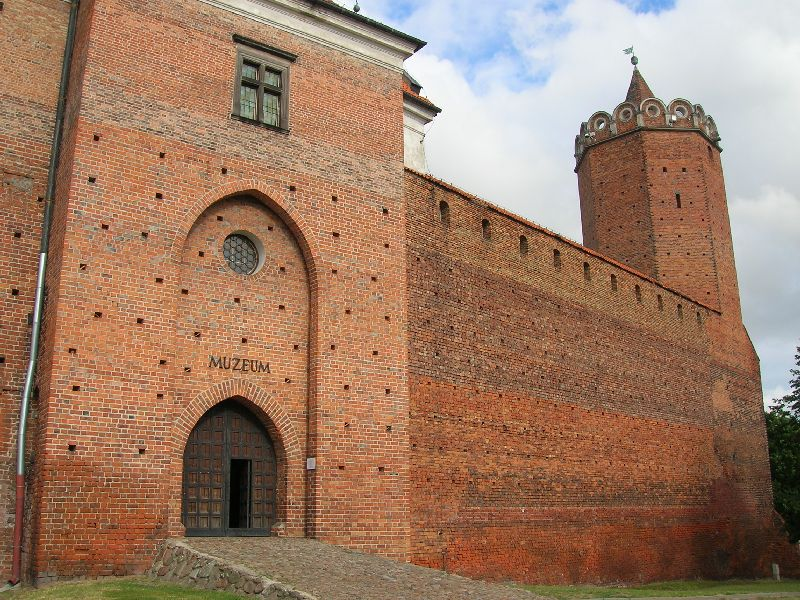
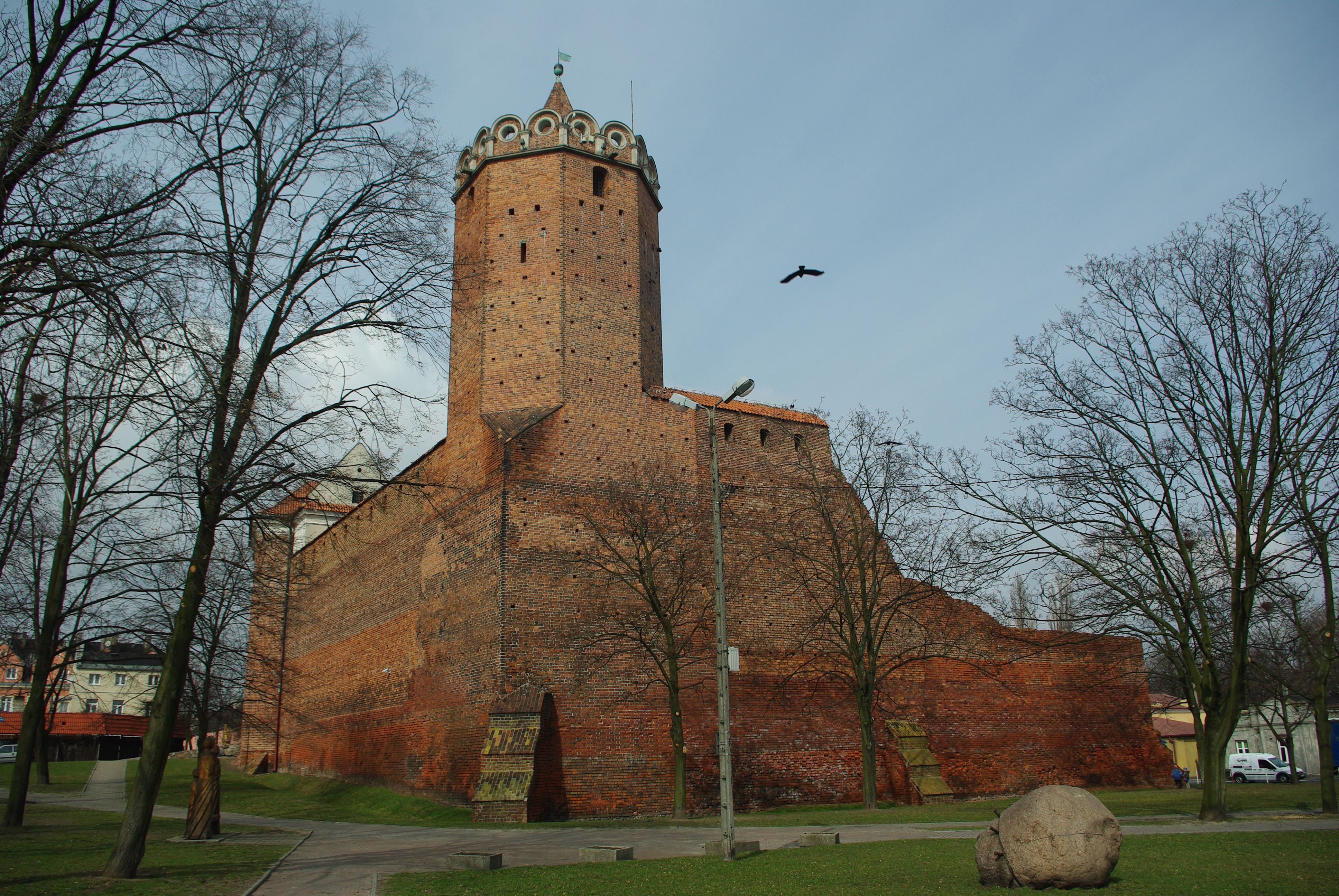
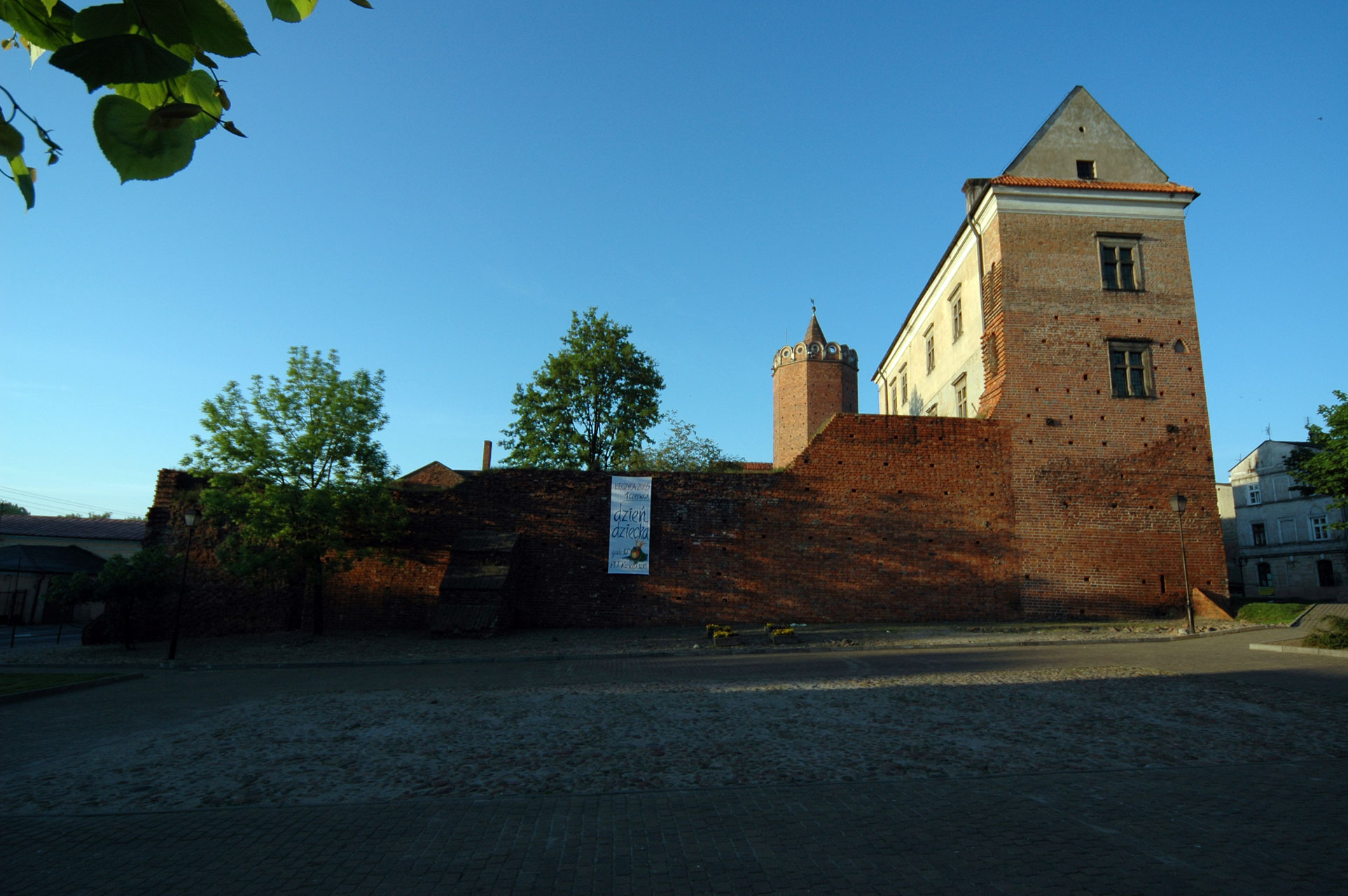
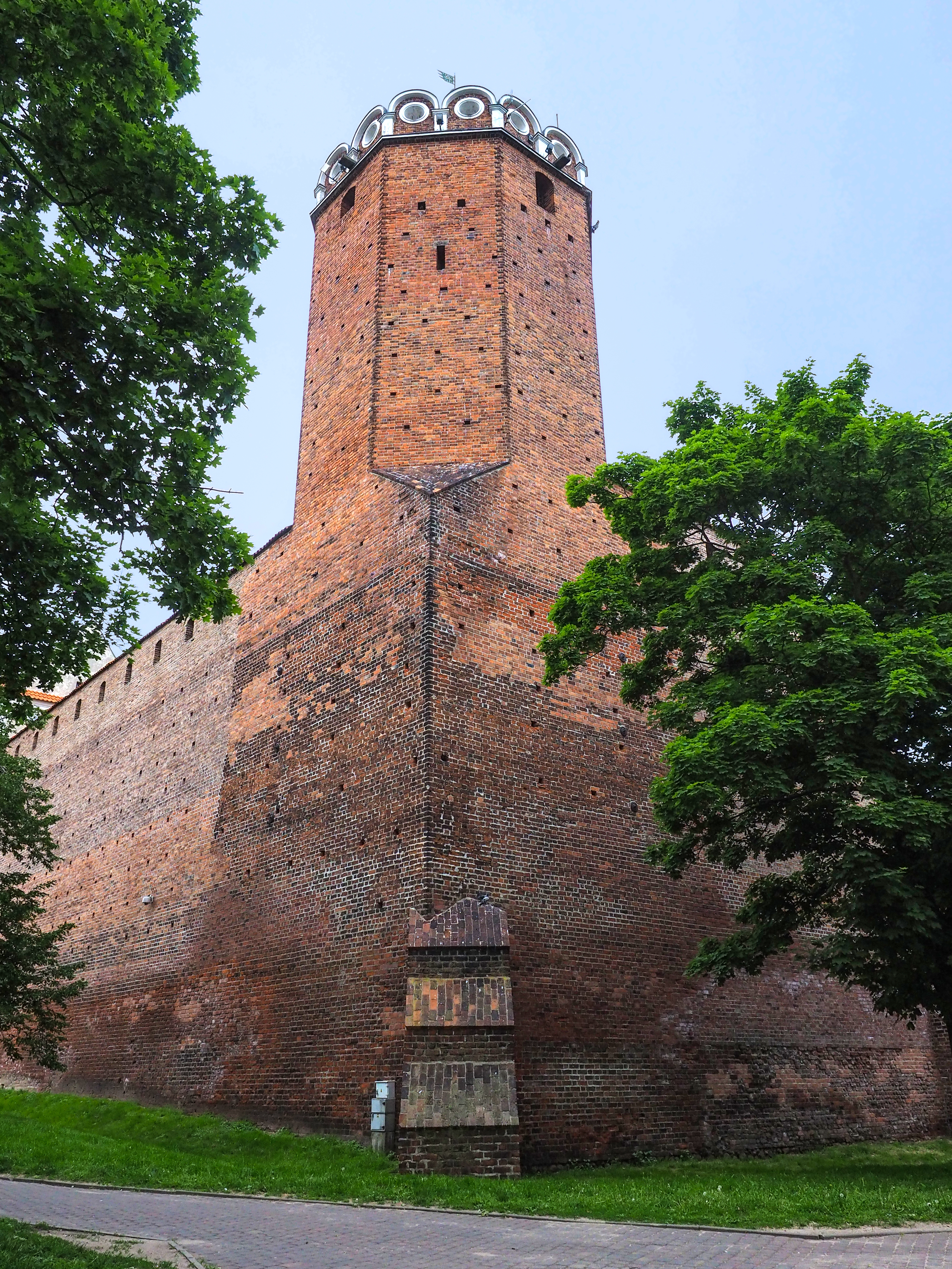